# 시령후
시령후 왕의(始寧侯 王禕, 생몰년 미상)는 고려의 왕자이다. 희종과 성평왕후의 차남이다.

## 생애
정확한 생년은 알 수 없으며, 희종과 성평왕후의 차남으로 태어났다. 성은 왕(王), 본관은 개성, 이름은 의(禕)이다.
1211년(희종 7년) 음력 4월 27일 검교태위 수사도 상주국 시령후에 책봉되었다. 그러나 이 해에 부왕 희종이 최충헌을 죽이려다 도리어 발각되어 폐위되고 강화로 유배되면서, 시령후도 백령도로 유배되었다. 또 이 때 시령후의 여러 형제들도 각각 다른 섬에 유배되었다.
한편 시령후의 사망 시기나 아내 등에 대해서는 기록이 남아있지 않다. 다만 아들 왕굉이 있다는 기록이 남아있으므로, 혼인을 했던 것만은 확실하다.

## 가족 관계
- 부왕 : 고려 제21대 왕 희종 (熙宗, 1181년~1237년, 재위:1204년~1211년)
- 모후 : 성평왕후 (成平王后, ?~1247년)
  - 형 : 창원공 지 (昌原公 祉, 1197년~1262년)
  - 동생 : 경원공 조 (慶原公 祚, ?~1279년)
  - 동생 : 대선사 경지 (大禪師 鏡智, 생몰년 미상)
  - 동생 : 충명국사 각응 (冲明國師 覺膺, 생몰년 미상)
  - 남매 : 고종의 왕비 안혜태후 (安惠太后, ?~1232년)
    - 조카 : 고려 제24대 왕 원종 (元宗, 1219년~1274년, 재위:1259년~1274년)

  - 남매 : 영창공주 (永昌公主, 생몰년 미상)
  - 남매 : 덕창궁주 (德昌宮主, 생몰년 미상)
  - 남매 : 가순궁주 (嘉順宮主, 생몰년 미상)
    - 조카 : 원종의 제2비 경창궁주 (慶昌宮主, 생몰년 미상)

  - 남매 : 정희궁주 (貞禧宮主, 생몰년 미상)
  - 아내 : 미상
    - 아들 : 왕굉 (王宏, 생몰년 미상)